# Chryzostom (Stolić)
Chryzostom, nazwisko świeckie Jovan Stolić (ur. 1939 w Rumie, zm. 18 grudnia 2012 w Kraljevie) – serbski biskup prawosławny.

## Życiorys
Po ukończeniu szkoły średniej wstąpił do monasteru Visoki Dečani. Złożył w nim wieczyste śluby zakonne, po czym przyjął święcenia diakońskie i kapłańskie z rąk biskupa raszko-prizreńskiego Pawła (Stojčevicia). Następnie został skierowany na studia teologiczne w seminarium przy monasterze Trójcy Świętej w Jordanville i do pracy duszpasterskiej w serbskich cerkwiach w Chicago: soborze Zmartwychwstania Pańskiego oraz cerkwi św. Jerzego. Następnie wyjechał na górę Athos i spędził 20 lat w serbskim monasterze Chilandar. W klasztorze pełnił funkcję bibliotekarza oraz przełożył na język serbski Liturgię św. Jakuba. Patriarcha konstantynopolitański Dymitr I nadał mu godność archimandryty.
W maju 1988 Święty Sobór Biskupów Serbskiego Kościoła Prawosławnego nominował go na biskupa zachodnioamerykańskiego. Biskup Chryzostom zarządzał wymienioną eparchią przez cztery lata, w 1992 został przeniesiony na katedrę banacką, a następnie žičką. Zarządzał nią do śmierci w 2012.